# Carl Berling

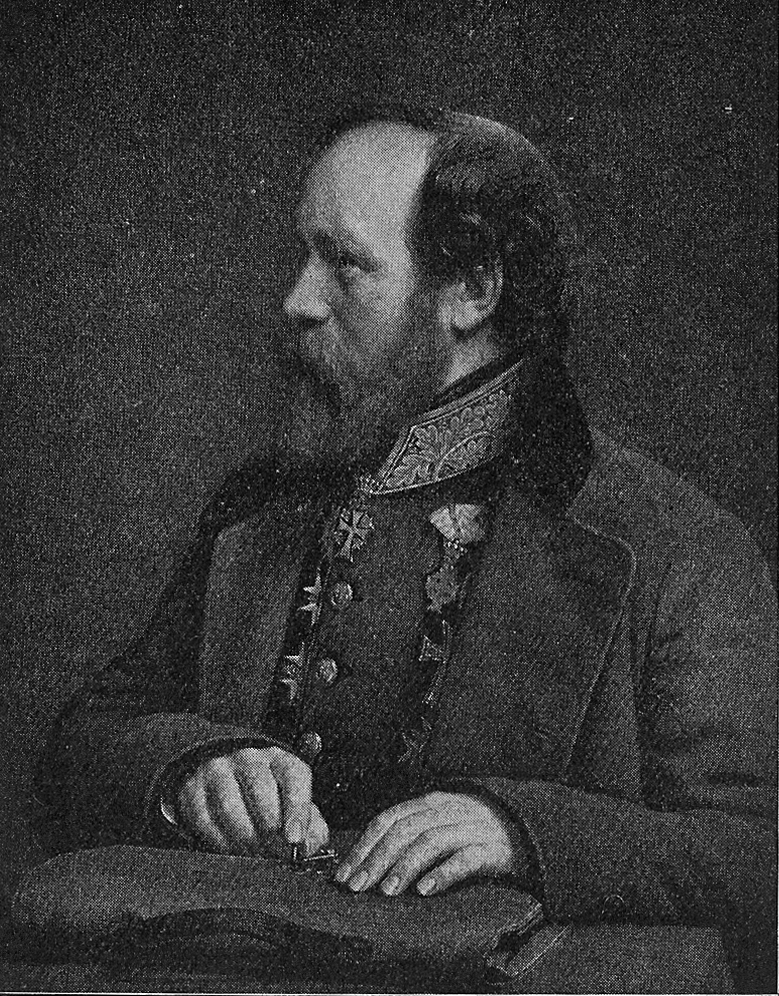
Johan Carl Ernst Berling

Johan Carl Ernst Berling (* 30. August 1812 in Kopenhagen; † 30. März 1871 in Ismailia, Ägypten) war ein dänischer Verleger und Vertrauter von König Friedrich VII. von Dänemark.

## Leben
Berling lernte das Buchdruckerhandwerk und war Erbe des Familienunternehmens, das die Berlingske Tidende herausgab. Der Jugendfreund des späteren Königs Friedrich VII. war um 1840 mit Louise Rasmussen liiert, einer früheren Erzieherin und Balletttänzerin. Sie ging später eine morganatische Ehe mit dem König ein und wurde zur Lehnsgräfin geadelt. Berling unterstützte Louise Gräfin Danner, die den König im Sinne einer volkstümlichen bauernfreundlichen Politik beeinflusste. Er spielte am Hof eine bedeutungsvolle Rolle, galt aber wie die Gräfin als Emporkömmling.
Im Zuge einer politischen Krise versuchten die Nationalliberalen 1859, Berling zu stürzen. Er trat am 30. Dezember 1859 von allen seinen Stellungen bei Hofe zurück. Berling wandte sich in der Folge energisch dem ererbten Zeitungsverlag zu und förderte die dänische Literatur. Berling reiste viel. 1871 begab er sich nach Italien, traf in Neapel nochmals die Gräfin Danner und verstarb überraschend auf einer anschließenden Orientreise.